# Calvi (Francja)
Calvi – miejscowość i gmina we Francji, w regionie Korsyka, w departamencie Górna Korsyka. Miasteczko znajduje się na północno-zachodnim wybrzeżu Korsyki. Według danych na rok 1990 gminę zamieszkiwało 4815 osób, a gęstość zaludnienia wynosiła 154 osoby/km². Nad zatoką, nad którą jest położona miejscowość, góruje cytadela, w której części mieszczą się koszary Legii Cudzoziemskiej. Legioniści z 2 Pułku Powietrznodesantowego ćwiczący próby desantów z helikopterów i z samolotów są stałą atrakcją Calvi. Około 6 km na południowy zachód od miejscowości znajduje się port lotniczy. W mieście odbywają się liczne imprezy kulturalne: w czerwcu festiwal jazzowy, w lipcu festiwal rockowy „Calvi on the rocks”, a w październiku „Festiventu”, czyli Festiwal Wiatru. Do Calvi dociera jedna z odnóg atrakcyjnej turystycznie korsykańskiej kolei wąskotorowej. Na wschód od Calvi, w Saint-Florent znajduje się popularny port jachtowy. Calvi dysponuje szeroką bazą turystyczną z hotelami wszystkich kategorii, pensjonatami, kwaterami prywatnymi i kempingami.